# Oliver McGowan
Oliver McGowan (Kipling, 22 agosto 1907 – Hollywood, 23 agosto 1971) è stato un attore statunitense.
Ha recitato in 6 film dal 1957 al 1967 ed è apparso in oltre 70 produzioni televisive dal 1957 al 1971.

## Biografia
Oliver McGowan nacque a Kipling, in Alabama, il 22 agosto 1907. Iniziò la sua carriera in televisione e al cinema nel 1957. Per la televisione fu accreditato diverse volte per numerose interpretazioni, tra cui quelle di diversi personaggi presenti in più di un episodio, come Adolph Fontenot in tre episodi della serie The Adventures of Jim Bowie dal 1957 al 1958 (più un altro episodio con un altro ruolo), Harvey Welk in quattro episodi della serie Empire dal 1962 al 1963 e Perkins in due episodi della serie The Farmer's Daughter nel 1964,. Continuò la sua carriera per il teleschermo impersonando una miriade di ruoli minori e inanellando una serie di apparizioni da guest star in decine di episodi di serie televisive, dall'epoca d'oro della televisione statunitense fino agli anni . Recitò anche in ruoli diversi in più di un episodio, come in cinque episodi di Letter to Loretta, due episodi di Sugarfoot, due episodi di Papà ha ragione, tre episodi di Hotel de Paree, tre episodi di Indirizzo permanente, tre episodi di Cheyenne, quattro episodi di Route 66, quattro episodi di Hazel e quattro episodi di Io e i miei tre figli.
La sua carriera per il cinema può contare su diverse partecipazioni; tra i personaggi a cui diede vita si possono citare Walter Krieg in La statua che urla del 1958, Henry Blanchard in Giorni caldi a Palm Springs del 1963, Mr. Haines in I 9 di Dryfork City del 1966 e il senatore Brady (il suo ultimo ruolo cinematografico) in Il club degli intrighi del 1967.
Si ritirò dalle scene televisive interpretando  Dave Avery in un episodio della serie Io e i miei tre figli trasmesso nel 1971. Morì a Hollywood il 23 agosto 1971.

## Filmografia

### Cinema
- Il jolly è impazzito (The Joker Is Wild), regia di Charles Vidor (1957)
- La statua che urla (Screaming Mimi), regia di Gerd Oswald (1958)
- Il grande impostore (The Great Impostor), regia di Robert Mulligan (1961)
- Giorni caldi a Palm Springs (Palm Springs Weekend), regia di Norman Taurog (1963)
- I 9 di Dryfork City (Stagecoach), regia di Gordon Douglas (1966)
- Il club degli intrighi (Banning), regia di Ron Winston (1967)

### Televisione
- Telephone Time – serie TV, episodi 3x09-3x27 (1957-1958)
- Letter to Loretta – serie TV, 5 episodi (1957-1958)
- The Adventures of Jim Bowie – serie TV, 4 episodi (1957-1958)
- Cavalcade of America – serie TV, un episodio (1957)
- Crossroads – serie TV, episodio 2x25 (1957)
- Wire Service – serie TV, episodio 1x24 (1957)
- Meet McGraw – serie TV, un episodio (1957)
- Maverick – serie TV, episodio 1x14 (1957)
- Papà ha ragione (Father Knows Best) – serie TV, 2 episodi (1958-1959)
- Cheyenne – serie TV, 3 episodi (1958-1962)
- State Trooper – serie TV, un episodio (1958)
- Richard Diamond (Richard Diamond, Private Detective) – serie TV, un episodio (1958)
- Alcoa Theatre – serie TV, un episodio (1958)
- Sugarfoot – serie TV, episodi 1x11-2x03 (1958)
- Steve Canyon – serie TV, un episodio (1958)
- Disneyland – serie TV, 2 episodi (1959-1960)
- Indirizzo permanente (77 Sunset Strip) – serie TV, 3 episodi (1959-1962)
- The Lineup – serie TV, un episodio (1959)
- The Rough Riders – serie TV, episodio 1x21 (1959)
- Yancy Derringer – serie TV, episodio 1x23 (1959)
- Lassie – serie TV, un episodio (1959)
- Playhouse 90 – serie TV, 2 episodi (1959)
- Ai confini della realtà (The Twilight Zone) – serie TV, un episodio (1959)
- Route 66 – serie TV, 4 episodi (1960-1963)
- Alcoa Presents: One Step Beyond – serie TV, un episodio (1960)
- Il tenente Ballinger (M Squad) – serie TV, un episodio (1960)
- Johnny Midnight – serie TV, un episodio (1960)
- Hotel de Paree – serie TV, 3 episodi (1960)
- The Man from Blackhawk – serie TV, un episodio (1960)
- Surfside 6 – serie TV, episodio 1x08 (1960)
- Scacco matto (Checkmate) – serie TV, 2 episodi (1961-1962)
- Hawaiian Eye – serie TV, 2 episodi (1961-1963)
- Coronado 9 – serie TV, un episodio (1961)
- La città in controluce (Naked City) – serie TV, un episodio (1961)
- Fred Astaire (Alcoa Premiere) – serie TV, episodio 1x04 (1961)
- Empire – serie TV, 4 episodi (1962-1963)
- The Donna Reed Show – serie TV, 2 episodi (1962-1965)
- Laramie – serie TV, un episodio (1962)
- Gunsmoke – serie TV, un episodio (1962)
- Lotta senza quartiere (Cain's Hundred) – serie TV, un episodio (1962)
- Hazel – serie TV, 4 episodi (1963-1965)
- Il dottor Kildare (Dr. Kildare) – serie TV, un episodio (1963)
- Sam Benedict – serie TV, un episodio (1963)
- Undicesima ora (The Eleventh Hour) – serie TV, un episodio (1963)
- Il virginiano (The Virginian) – serie TV, episodio 2x12 (1963)
- Grindl – serie TV, un episodio (1963)
- Perry Mason – serie TV, 2 episodi (1964-1966)
- The Crisis (Kraft Suspense Theatre) – serie TV, un episodio (1964)
- The Lieutenant – serie TV, episodio 1x26 (1964)
- Mr. Novak – serie TV, episodio 1x28 (1964)
- The Farmer's Daughter – serie TV, 2 episodi (1964)
- Vita da strega (Bewitched) – serie TV, 2 episodi (1965-1966)
- Polvere di stelle (Bob Hope Presents the Chrysler Theatre) – serie TV, un episodio (1965)
- Per favore non mangiate le margherite (Please Don't Eat the Daisies) – serie TV, un episodio (1965)
- Strega per amore (I Dream of Jeannie) – serie TV, un episodio (1965)
- I Monkees (The Monkees) – serie TV, 2 episodi (1966-1967)
- Io e i miei tre figli (My Three Sons) – serie TV, 4 episodi (1966-1971)
- Star Trek - serie TV, episodio 1x15 (1966)
- Tre nipoti e un maggiordomo (Family Affair) – serie TV, 3 episodi (1967-1969)
- Selvaggio west (The Wild Wild West) - serie TV, episodio 2x17 (1967)
- Amore in soffitta (Love on a Rooftop) – serie TV, un episodio (1967)
- Insight – serie TV, un episodio (1967)
- Maya – serie TV, episodio 1x08 (1967)
- The Flying Nun – serie TV, un episodio (1968)
- Al banco della difesa (Judd for the Defense) – serie TV, un episodio (1968)
- Mayberry R.F.D. – serie TV, un episodio (1968)
- Quella strana ragazza (That Girl) – serie TV, un episodio (1969)
- La terra dei giganti (Land of the Giants) – serie TV, un episodio (1969)
- La famiglia Brady (The Brady Bunch) – serie TV, un episodio (1970)
- I nuovi medici (The Bold Ones: The New Doctors) – serie TV, un episodio (1970)
- Mannix – serie TV, un episodio (1970)
- Bracken's World – serie TV, un episodio (1970)